# Siro Marcellini
Siro Marcellini (Genzano di Roma, 16 settembre 1921 – Roma, 21 marzo 2013) è stato un regista e sceneggiatore italiano.

## Filmografia

### Cinema
- Siamo ricchi e poveri (1953)
- Un palco all'opera (1955)
- Ci sposeremo a Capri (1956)
- Il bacio del sole (Don Vesuvio) (1958)
- I cavalieri del diavolo (1959)
- Meravigliosa (1960)
- Il colpo segreto di d'Artagnan (1962)
- L'eroe di Babilonia (1963)
- L'uomo della valle maledetta (1964)
- Lola Colt - Faccia a faccia con El Diablo (1967)
- La legge dei gangsters (1969)
- Quei dannati giorni dell'odio e dell'inferno (1970)

### Televisione
- Il signor Puntila e il suo servo Matti – film TV (1982)